# Barikaïta
La barikaïta és un mineral de la classe dels sulfurs, que pertany al grup de la sartorita. Rep el nom pel dipòsit de Barika, a l'Iran, la seva localitat tipus.

## Característiques
La barikaïta és una sulfosal de fórmula química {\displaystyle {\ce {Ag3Pb10(Sb8As11)S40}}}. Cristal·litza en el sistema monoclínic. És una espècie molt estretament relacionada amb la carducciïta. L'exemplar que va servir per a determinar l'espècie, el que es coneix com a material tipus, es troba conservat al departament d'Enginyeria de Materials i Física de la Universitat de Salzburg, a Àustria, amb el número d'exemplar 15005.

## Formació i jaciments
Va ser descoberta al dipòsit de Barika, situat a la localitat de Sardasht, al comtat homònim de la província d'Azerbaidjan Oest, a l'Iran, on sol trobar-se associada a altres minerals com: guettardita, quars, barita, tennantita i smithita. Es tracta de l'únic indret de tot el planeta on ha estat descrita aquesta espècie mineral.